# 卵状鞭叶蕨
卵状鞭叶蕨（学名：Cyrtomidictyum conjunctum）为鳞毛蕨科鞭叶蕨属下的一个种。植株高20-38厘米。產于江西、海拔300米山腳石缝或常綠阔葉林旁溪边。